# Анджеј Купчик
Анджеј Купчик (пољ. Andrzej Kupczyk; Свидњица 26. октобар 1948) био је пољски атлетичар специјалиста за трчање на средње стазе, а најбоље резултате је постизао у трци на 800 метара.

## Спортски успеси
Највеће успехе постигао је у трци на 800 метара. Учествовао на Летњи, полимписким играма 1972.  у Минхену (1972), где је у финалу заузео 7. место.. .  У истој дисциплини такмичио се два пута на европским првенствима. У Атини 1969. био је шести. реултатом 1:47,5 , , а у Хелсинкију 1971.  елиминисан је у полуфиналу где је био 4 у групи резултатом 1:49,8 ,
На европском дворанском првенству учествовао је четири пута. У  Софији 1971. освојио је бронзану медаљу на 800 м.   у Бечу 1970. био је пети на овој раздаљини, а у Ротердаму 1973. елиминисан је у квалификацијама. Другу бронзану медаља освојио је у Греноблу 1972. са  штафетом 4 х 4 круга.
Четири пута је поставио пољске рекорде на 800 м и на 1.500 м. Три пута је био пољски првак.
Трчање на 800 м - 1971. и 1973.
Трчање на 1.500 м - 1970.
Такмичио се за клубове: Полонија  Свидњица и  Горњик Валбжих.  Његов син Давид је водећи pољски такмичар у бобу петоструки учесник зимских олимпијских игара.

## Лични рекорди
на отвореном
- трка на 800 м — 1:46,3 s. (4. јун 1972, Осло) – 14. резултат на ранг листи пољских атлетичара у овој дисциплини
- трка на 1.000 м — 2:18,7  (22. јунa 1973, Валч – 6. резултат у историји пољске атлетике
- трка на 1.500 м — 3:4141,2 (29. јула 1973. Варшава

у дворани
- трка на 800 м — 1:49,60. (11. марта 1973, Ротердам